# Igmod Records
IGMOD Records (ook Igmod Records) is een Amerikaans platenlabel voor jazz. Het werd in 1993 opgericht door jazzbassist Brad Borg en is gevestigd in St. Paul (Minnesota). De onderneming distribueert tevens Unity Records.
Borg begon het label om artiesten uit te brengen die de grote labels links laten liggen. De eerste release was een album van Debbie Duncan. Er zijn enkele tientallen albums op uitgekomen, van onder andere Michael Zilber, Rex Richardson, John McKenna, Jay Epstein, Frank Kimbrough, Dave Sletten, Gordon Johnson, Paul Wertico en een kwartet van Teri Roiger, John Menegon, Jack DeJohnette en Kenny Burrell.